# بوندنباخ
بوندنباخ (به آلمانی: Bundenbach) یک شهر در آلمان است که در بیرکنفلد واقع شده‌است. بوندنباخ ۱٬۰۰۳ نفر جمعیت دارد.